# 雑賀 (和歌山市)
雑賀（さいか、旧字体：雜賀）は、和歌山県和歌山市（旧・紀伊国）の地名。中世には雑賀荘（雑賀庄、さいかのしょう）という荘園があり、雑賀荘とその周辺地域に雑賀衆という集団がいたことで知られる。
「雑賀」の指す範囲は時代によって異なり、最も広い時で現在の和歌山市のほぼ全域に海南市の一部を合わせた地域（雑賀衆の支配域）を指した。

## 歴史

### 雑賀の地名
紀伊国海部郡の地名・雑賀は、奈良時代から見られる。神亀元年（724年）に山部赤人が詠んだ歌に「雑賀野」とあり、万葉仮名で「左日鹿野」と書かれている（『万葉集』）。そこでは沖に島が見えることや渚に白波が寄せる様子が詠まれており、当時の雑賀が海に臨む景観の良い原野であったことがうかがえる。この他、『万葉集』には「雑賀の浦」を詠んだ歌があり、『夫木和歌抄』でも紀伊の名所として「さひかの浦」が詠まれている。永承3年（1048年）には、高野山参詣後に和歌浦へと移動する藤原頼通が、「雑賀松原」を経由している。
雑賀という地名の起源については諸説ある。代表的な説の1つとして、鉏処（さひか）に由来するというものがあり、鉏を刀鍛冶の技術のこととしている。また、障処（さひか）や荒処（すさびか）から来ているという説があり、地形の険しい場所、あるいは河水や海浪の荒い場所を指すとしている。この他、サヒカのサヒをサビと仮定して、製鉄に関連する地名とする説などがある。8世紀ごろ、雑賀付近には韓鍛冶という渡来系の金属技術者集団がおり、鍛冶や製鉄と結び付ける説はそれと関連付けたものとみられる。

### 雑賀荘の成立と拡大
鎌倉時代になると、雑賀荘という荘園名が見られるようになる。建久7年（1196年）の高野山住僧等言上書（「高野山文書」）に「雑賀御庄」とあるのが初見で、雑賀荘は平安時代末期に成立したと考えられる。言上書に付けられた端裏書などに雑賀荘が中納言・平親宗領であることが記されているが、後年の筆とみられるため鵜呑みにはできない。雑賀荘は関東御領だったとみられ、建長3年（1251年）に勝長寿院小御堂の修理料所となっている（『吾妻鏡』）。
雑賀荘の荘域について、『和歌山市史』第1巻では本来和歌川以西および堀川以南であると推定されている。和歌川以東には日前宮領があり、雑賀荘の北には名草郡の宇治保があった。しかし、明徳3年（1392年）、雑賀荘の北隣にある宇治・中嶋（中ノ嶋、中之島）が「天郡（海部郡）サイカノ庄之内」とされ（「潮崎稜威主文書」）、それに先立つ嘉元4年（1306年）には、宇治・中嶋の北にある粟について「紀州雑賀庄粟村郷」と記されている（『束草集』）。宇治・中嶋・粟はいずれも名草郡に属していた場所で、海部郡雑賀荘が北へと拡大していることが分かる。室町時代にはさらに荘域が拡大し、永禄5年（1562年）の時点で、粟の西に位置する福嶋・狐嶋・梶取が雑賀荘に含まれていた。なお、土橋（粟）・福嶋・狐嶋・梶取は当初は紀ノ川南岸に位置し、雑賀荘中心部と陸続きだったが、明応年間（1492–1501年）の津波（明応地震）により紀ノ川の流路が現在のものに近い形になったことで、紀ノ川北岸に位置することとなった。
雑賀荘の特徴として、土地の大部分が水田に向かない砂丘地帯であることが挙げられ、これにより住民の多くは漁業や海上輸送などに従事していたとみられる。また、雑賀荘の北にある紀ノ川河口付近には、国衙の管理下にある湊で、全国各地の高野山寺領から年貢が運ばれてくる紀伊湊があった。雑賀荘の人々は、雑賀荘の東にある和歌川と西にある水軒川がそこへの航路になっていることもあって、紀伊湊との関わりを密にしていたと考えられる。こうした背景に加えて、水田に適した土地を求めて紀ノ川の氾濫原の開発に乗り出したことも、雑賀荘が北へと拡大した理由であるとされている。なお、雑賀荘の住民は和歌川下流域の開発も行っており、文明12年（1480年）、日前宮との間で堺相論が起きている。
拡大した雑賀荘の内、南部は雑賀本郷と呼ばれ、史料上「雑賀」や「本郷」、「サイカノサト」などと記されている。雑賀本郷は、雑賀荘全体の鎮守である矢ノ宮を村の産土神とする関戸・西浜・宇須・塩屋・小雑賀の5村と、和歌浦・雑賀崎から成り立っていた。

### 戦国時代の雑賀
戦国時代の雑賀荘周辺には、雑賀衆や雑賀一揆と呼ばれる地縁的な自治組織があった。雑賀衆は「惣国」ともいわれ、雑賀五組または雑賀五搦（ごからみ）から構成されている。その内訳は、雑賀荘・十ヶ郷・中郷・南郷（三上郷）・宮郷（社家郷）の5荘郷で、十ヶ郷（じっかごう、じっかのごう）は雑賀荘北西の和泉国と接する地域、宮郷（みやごう）は雑賀荘の東隣、中郷（なかごう、なかつごう）は宮郷の東の紀ノ川以南の地で、南郷（なんごう、みなみごう）は宮郷・中郷の南の、現在の和歌山市南部から海南市北部にわたる地域である。中郷・南郷・宮郷については「雑賀三組（搦、緘）」と総称され、それを除く雑賀荘・十ヶ郷の2荘郷のみを指して「雑賀」と呼ぶ例が見られる。そのため、2荘郷の人々についてのみ雑賀衆と呼ぶこともある。
弘治3年（1557年）、中郷の内の和佐荘と岩橋荘で堺の芝を巡る相論が起こり、「惣国」と根来寺泉識坊が仲介を行った。この際、雑賀荘の住人6名が調停を行っている。永禄5年（1562年）には、湯河直春と雑賀衆の間で同盟関係を確認する起請文が交わされた。この起請文の宛所には、雑賀荘から13人、中郷から7人、十ヶ郷から6人、南郷から8人、社家郷（宮郷）から2人の、合計36人の名が記されている。この他、雑賀衆から湯河氏に差し出された年未詳の起請文があり、これらの史料から雑賀衆の構成が知られる。
紀伊国では、南北朝時代には浄土真宗が広まっており、文明年間（1469–1487年）には本願寺8世蓮如によって紀伊の真宗諸派の本願寺教団への組織化が行われていた。永正4年（1507年）、冷水（海南市）にあった真宗道場が黒江（海南市）に移り、天文19年（1550年）には和歌浦弥勒寺山（御坊山、現在の秋葉山）に、永禄6年（1563年）には雑賀荘宇治郷の鷺森へと移っているが、雑賀荘の人々から真宗が支持を受けていたことの表れとみられる。一方で、梶取には宝徳2年（1450年）開創の浄土宗西山派寺院である総持寺が存在しており、更に新義真言宗の有力寺院である根来寺も近くにあることから、雑賀荘内には浄土宗西山派や新義真言宗を信じる住民も存在していたと思われる。
元亀元年（1570年）、織田信長と本願寺の間でいわゆる石山合戦が始まると、雑賀衆は本願寺に味方した。雑賀衆は大量の鉄砲を用いたことで知られるが、その入手経路は判然としない。雑賀で製造したことや、堺で入手した可能性が考えられる。また、雑賀衆は水軍でも知られ、淡路国の岩屋（兵庫県淡路市）や播磨国の室（兵庫県たつの市）へと数百人の「渡海衆」を送っている。
天正5年（1577年）2月、織田信長が雑賀へと侵攻した。これに際して、宮郷・中郷・南郷の雑賀三緘（三組）の衆と根来寺杉坊が信長に協力を申し出ている。3月になると雑賀衆は降伏し、織田軍は引き上げた。なお、その後の信長と本願寺の戦いにも、雑賀衆は本願寺方として参戦している。
天正8年（1580年）3月、信長と本願寺の間で講和が結ばれ、4月には大坂を退去した顕如が雑賀荘の鷺森へと移ってくる。天正11年（1583年）7月に顕如は貝塚へと移るが、それまでの間は鷺森が本願寺の本山となっていた（鷺森本願寺）。

### 雑賀衆の内紛と終焉
石山合戦の終結後、十ヶ郷平井に拠点を持つ鈴木孫一と雑賀荘粟村の土橋若大夫の対立が顕在化し、天正10年（1582年）1月、孫一が若大夫を殺害した。孫一を支持する信長によって織田信張を大将とする軍が雑賀に派遣され、若大夫派は討伐、または放逐された。
天正10年（1582年）6月2日、本能寺の変により信長が死去すると、4日には鈴木孫一の城が焼かれ、孫一派の土橋兵大夫が殺害されるなどしている。
天正13年（1585年）3月、羽柴秀吉による紀州攻めが行われた。雑賀衆は根来衆らと共に和泉国で戦ったが敗れ、本拠地の雑賀は内輪争いにより羽柴軍とほとんど戦うことなく壊滅。秀吉に抵抗した宮郷の太田城も、水攻めの末、4月下旬に開城した。この紀州攻めで雑賀衆は壊滅したとされ、以後、雑賀衆という集団としての活動は見いだすことができない。

### その後の雑賀
紀州平定後、秀吉は雑賀荘内の岡山に城を築いた。紀伊国は秀吉の弟の秀長が支配することになり、岡山に築かれた城・和歌山城には桑山重晴が置かれる。雑賀荘の岡や宇治、鷺森などはその城下町となった。
江戸時代においても雑賀荘の荘名は用いられている。慶長6年（1601年）の検地に基づき慶長18年（1613年）に作成された『紀伊州検地高目録（慶長検地高目録）』によると、海部郡の内の和歌・雑賀崎・関戸・西浜・宇治・小雑賀の7村が雑賀荘に属したという。それに対し『紀伊続風土記』では、名草郡の15村と海部郡の11村が雑賀荘とされている。
また、紀州藩では各村が組に編成されており、その1つに「雑賀組」があった。雑賀組には、小雑賀村・中嶋村・手平村・今福村・宇須村・西浜村が属していた。
1889年（明治22年）、自治体として雑賀村が成立する。関戸・西浜・塩屋・宇須の4村と今福村・和歌村・岡町村の飛地から成る村で、所属は海部郡、のち海草郡。1927年（昭和2年）に和歌山市の一部となった。
2024年（令和6年）現在、和歌山市は42の地区に分けられており、その一つとして「雑賀地区」がある。

## 雑賀を含む地名
かつての雑賀荘内には、戦国時代からある地名・小雑賀や、近世に入り雑賀崎浦の村名で確認できる雑賀崎、和歌山城下の雑賀町や雑賀道、雑賀屋町など、雑賀を含む地名が複数ある。自治体としては前述の雑賀村の他、雑賀崎浦と田野浦が合併して成立した雑賀崎村があった。雑賀崎村は1933年（昭和8年）に和歌山市の一部となっている。
現在の和歌山県新宮市にも、江戸時代に雑賀町があった。新宮城下町方十一町の1つで、慶長年間（1596–1615年）に浅野右近が雑賀の漁夫をここに住まわせたことが町名の由来だという。この雑賀町は、1889年（明治22年）に新宮町新宮の一部となった。
島根県松江市にも雑賀町がある。松江城を築城した堀尾吉晴は、秀吉の紀州征伐に参加して雑賀衆の鉄砲の強さを目の当たりにしており、城下町の整備の際に鉄砲町を作った。そこに鉄砲足軽の精鋭組を住まわせ、雑賀衆と名付けたという。その後、鉄砲町に住むようになった他の階級の足軽たちも雑賀衆と呼ばれ、町名も鉄砲町から雑賀町に変わったとされる。
この他、徳島県徳島市にも雑賀町がある。旧称は雑賀開（さいかばり）という。